# Weingartia mentosa

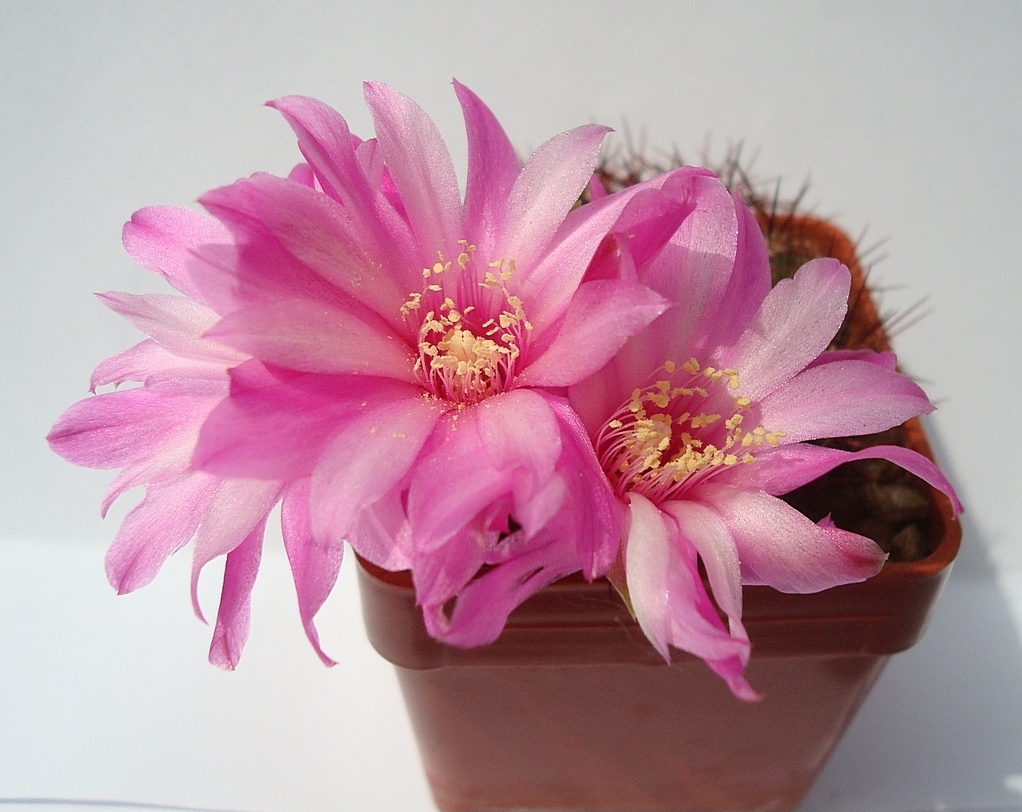
Blüten

Weingartia mentosa ist eine Pflanzenart in der Gattung Weingartia aus der Familie der Kakteengewächse (Cactaceae). Das Artepitheton mentosa leitet sich von den lateinischen Worten mentum für ‚Kinn‘ sowie -osus für ‚voll von‘ ab und verweist auf die kinnartigen Höcker der Triebe.

## Beschreibung
Weingartia mentosa wächst einzeln, meist aber reichlich sprossend und Gruppen bildend, mit abgeflacht kugelförmigen bis kugelförmigen frischgrünen Körpern. Diese erreichen Durchmesser von bis zu 6 Zentimetern und besitzen eine bis zu 15 Zentimeter lange Rübenwurzel. Die etwa 20 Rippen sind spiralförmig angeordnet und in deutliche Höcker mit kinnartigem Vorsprung gegliedert. Die darauf befindlichen Areolen sind verlängert und weiß.
Die aus ihnen entspringenden Dornen sind rötlich braun bis schwarz oder weißlich bis gelblich. Es sind 2 bis 5 Mitteldornen von 5 bis 8 Millimeter Länge vorhanden. Die 10 bis 30 Randdornen sind kammförmig angeordnet und 3 bis 25 Millimeter lang.
Die purpurfarbenen oder selten weißen Blüten sind bis 3 Zentimeter lang und besitzen Durchmesser von bis zu 3,5 Zentimeter. Die kugelförmigen Früchte sind braun und weisen einen Durchmesser von 7 bis 10 Millimeter auf.

## Verbreitung, Systematik und Gefährdung
Weingartia mentosa ist im bolivianischen Departamento  Cochabamba in der Provinz Narciso Campero in Höhenlagen von 2300 bis 2800 Metern verbreitet.
Die Erstbeschreibung als Sulcorebutia mentosa wurde 1964 von Friedrich Ritter veröffentlicht. Fred Hermann Brandt stellte die Art 1979 in die Gattung Weingartia. Ein weiteres nomenklatorisches Synonym ist Rebutia mentosa (F.Ritter) Donald (1987).
In der Roten Liste gefährdeter Arten der IUCN wird die Art als „Least Concern (LC)“, d. h. als nicht gefährdet geführt.

## Nachweise